# Рошано (Терни)
Рошано је насеље у Италији у округу Терни, региону Умбрија.
Према процени из 2011. у насељу је живело 44 становника. Насеље се налази на надморској висини од 358 м.